# Saint-André-les-Vergers
Saint-André-les-Vergers är en kommun i departementet Aube i regionen Grand Est (tidigare regionen Champagne-Ardenne) i nordöstra Frankrike. Kommunen ligger  i kantonen Troyes 6e Canton som ligger i arrondissementet Troyes. År 2022 hade Saint-André-les-Vergers 12 695 invånare.

## Befolkningsutveckling
Antalet invånare i kommunen Saint-André-les-Vergers
Referens: INSEE